# Inmunohistoquímica

Inmunohistoquímica. Islote pancreático marcado con diferentes anticuerpos. Izquierda: para antígeno primario insulina (verde), antígeno primario glucagón (rojo), antígeno primario colágeno (amarillo). Derecha: sólo se muestra el canal de fluorescencia de la matriz extracelular (amarillo) sobreimpuesto a la imagen de fondo claro. Microscopía confocal.

La inmunohistoquímica es un procedimiento que tiene como objetivo detectar, amplificar y hacer visible un antígeno específico, que generalmente es una proteína.
Esta técnica permite identificar la localización de una sustancia específica a nivel tisular o celular (citoquímica).
Se basa en la utilización de anticuerpos que se unen específicamente a una sustancia que se quiere identificar (antígeno primario).

Estos anticuerpos pueden tener unida una enzima o esta puede encontrarse unida a un anticuerpo secundario que reconoce y se une al primario.

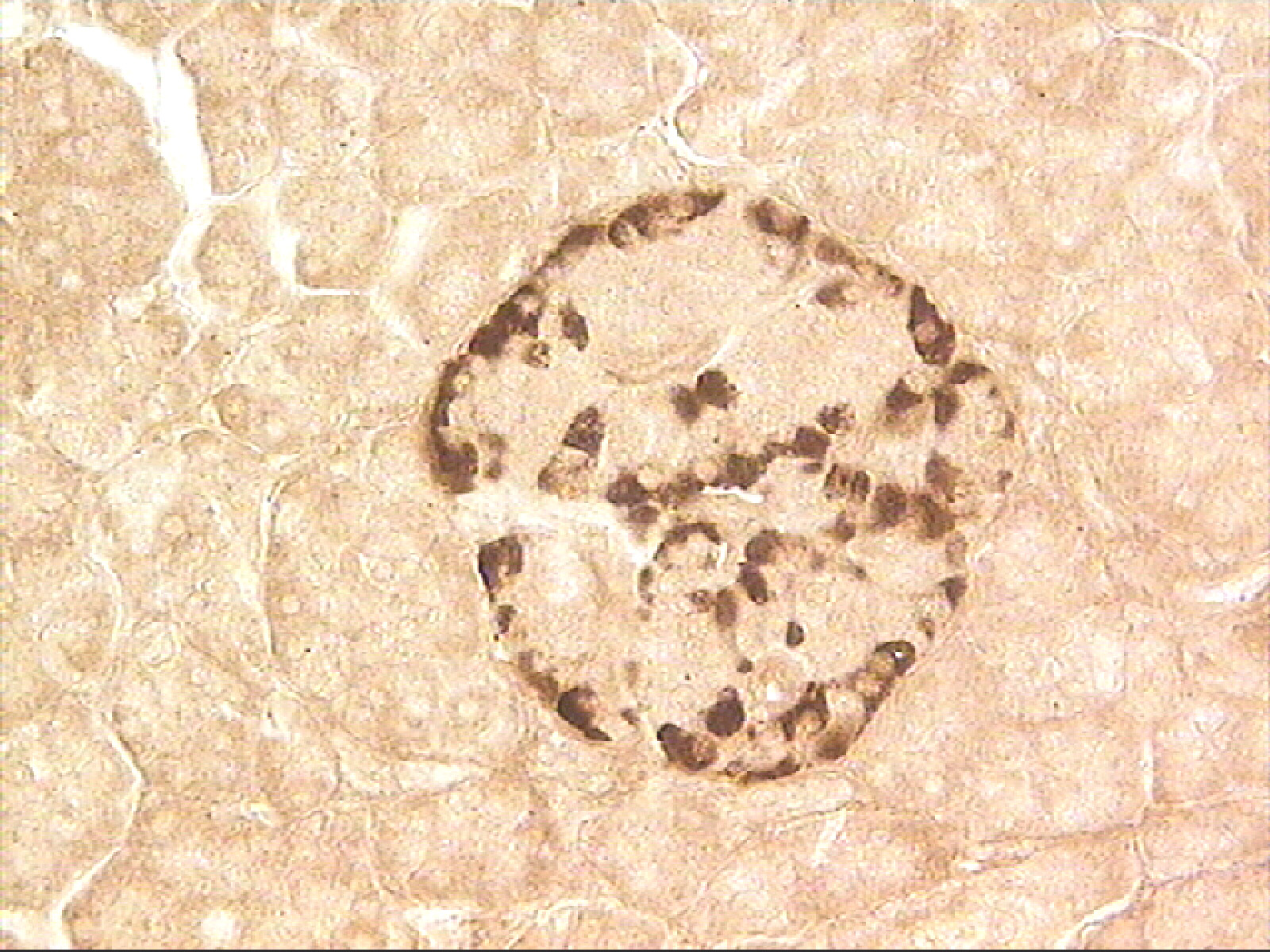
Immunohistoquímica de estreptavidina-biotina y anticuerpo para detectar glucagón.

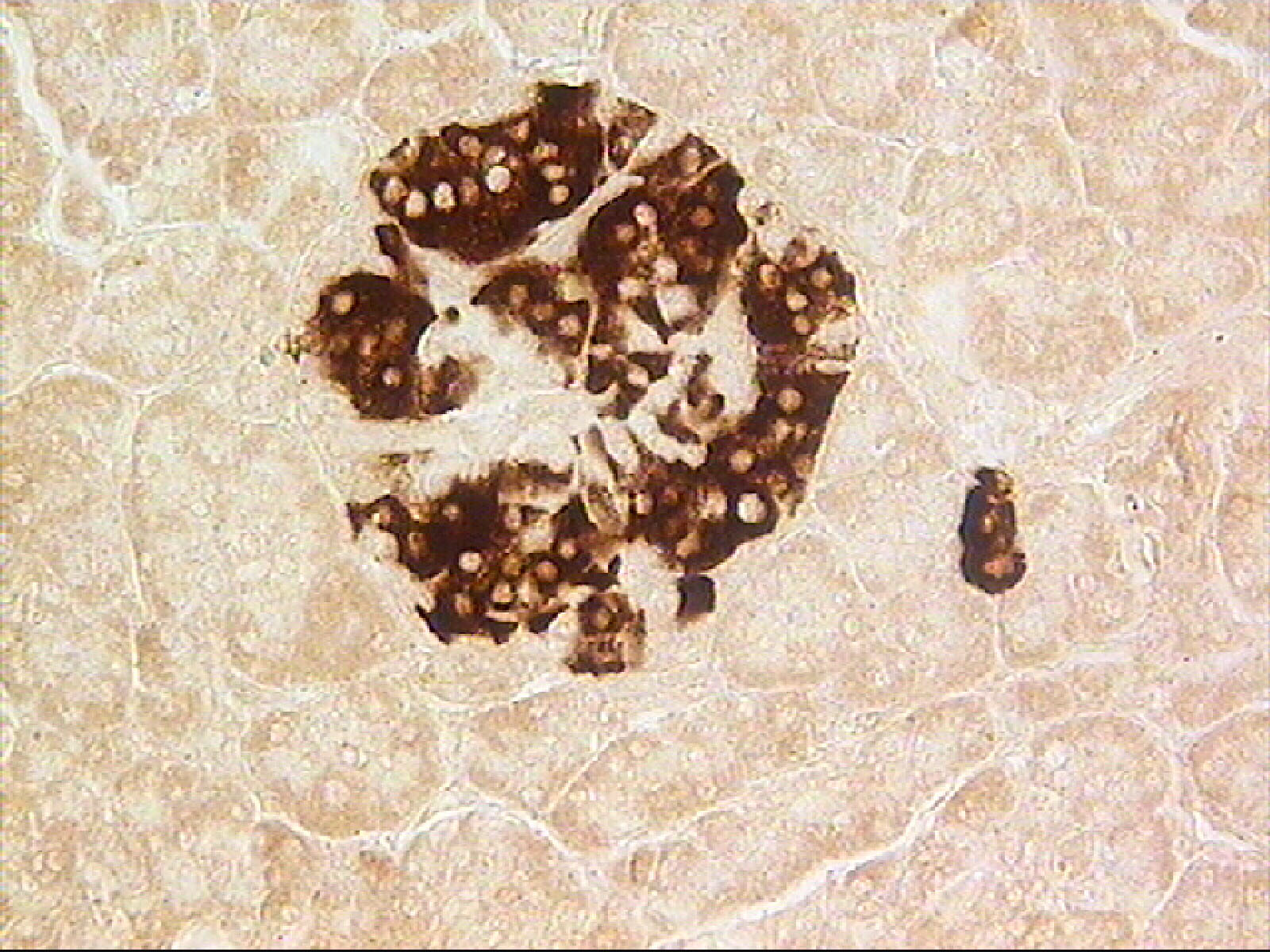
Immunohistoquímica de estreptavidina-biotina, anticuerpo para detectar insulina.

Aplicado a un tejido orgánico, el anticuerpo primario se une específicamente al sustrato y se aprovecha la actividad enzimática para visualizar la unión. De esta manera se consigue un complejo sustrato-anticuerpos-enzima unido al lugar donde se encuentre el sustrato y mediante la activación de la enzima con la adición de su sustrato se genera un producto identificable donde se encuentre el complejo.

Esta técnica permite identificar la localización exacta de una sustancia tisular o  citológica (Citoquímica) identificando los marcadores antigénicos característicos de una línea celular, de células que secretan una proteína, de receptores de membrana, de gradientes de concentración tisulares o de células que han respondido a una hormona (con anticuerpos específicos para las vías de señalización intracelular).
Este procedimiento se utiliza también en histopatología.